# Carrapato-de-boi
O carrapato-de-boi ou carrapato-do-boi (Rhipicephalus microplus - antigamente denominado Boophilus microplus) é um carrapato da família dos ixodídeos, de ampla ocorrência na América do Sul, Central e África. O macho de tal espécie apresenta um par de placas de pontas agudas no ânus, e está associado à disseminação de diversas e importantes protozooses no gado bovino.
O Rhipicephalus microplus é o mais importante ectoparasita dos rebanhos bovinos e está presente em todas as áreas tropicais e subtropicais entre os paralelos 32° N e 32° S, abrangendo regiões que se dedicam à pecuária nas Américas, na África, Ásia e Austrália. As perdas econômicas causadas pelo B. microplus são estimadas em quase 2 bilhões de dólares no Brasil, quando contabilizadas a queda na produção de leite e carne, a mortalidade, a redução da natalidade, os gastos no seu controle e a transmissão dos protozoários Babesia bovis e B. bigemina, e da riquétsia Anaplasma marginale, que causam a Tristeza Parasitária Bovina.
Rhipicephalus microplus é um ectoparasita hematófago que possui uma alta capacidade de dispersão e adapta-se rápido à regiões tropicais, podendo parasitar outras espécies como equinos, cães, ovinos, caprinos, búfalos, cervídeos e até mesmo o homem.
Por muitos anos, o R. foi considerado uma única espécie. Entretanto, novos estudos levaram à reclassificação em duas espécies distintas: R. microplus e R. australis. Devido a grande semelhança entre R. microplus e R. australis, reconhecer a diferença foi uma tarefa complexa, mas que permitiram uma caracterização mais precisa dessas espécies crípticas. Evidências obtidas por meio da análise de características morfológicas, da ausência de co-especificidade, de marcadores de microssatélites, do DNA ribossomal mitocondrial 12S e 16S, bem como do genoma mitocondrial, levaram a reclassificação nas duas espécies. Nesse contexto, populações presentes em diversas regiões, como Austrália, Camboja, Nova Caledônia, Bornéu, Filipinas, Nova Guiné, Indonésia e Taiti, foram renomeadas como R. australis. O mais importante é que a compreensão mais aprofundada sobre a biologia e  a distribuição das duas espécies pode proporcionar avanços nas estratégias de controle desses carrapatos.
Apesar da existência de outras formas de controle, atualmente, a do carrapato é feita principalmente com o uso de carrapaticidas. Os métodos de controle biológico incluem a seleção de raças menos sensíveis ao carrapato, o cultivo de pastagens que dificultam a sobrevivência das fases de vida livre, a ação de predadores naturais, o manejo do rebanho e a rotação de pastagens.
Entretanto, devido ao alto custo dos métodos de controle disponíveis atualmente, a crescente resistência aos acaricidas  usados para controla, a procura de novas formas de controle  é uma grande preocupação em todo o mundo. Entre eles, a vacinação é  proposta como uma estratégia segura e sustentável para superar problemas relacionados à infestação de carrapatos e à transmissão de doenças . No entanto, o progresso no desenvolvimento de vacinas anti-carrapatos tem sido lento e irregular e, atualmente, poucas vacinas contra carrapatos foram desenvolvidas e testadas experimentalmente, e apenas duas entraram no mercado comercial, em apenas algumas regiões do planeta. 

## Características morfológicas
- Peritrema em forma de círculo
- Macho com 4 placas adanais bem desenvolvidas e apendice caudal
- Festões ausentes
- Olhos presentes
- sulco anal ausente
- coxa I com dois espinhos curtos em ambos os sexos
- escudo sem ornamentação